# Новая Слобода (Марий Эл)
Но́вая Слобода́ (горномар. Äвäсир — «материнский берег») — деревня в Горномарийском районе республики Марий Эл. Входит в состав Пайгусовского сельского поселения.
Численность населения — 144 чел. (2014 год).

## Географическое положение

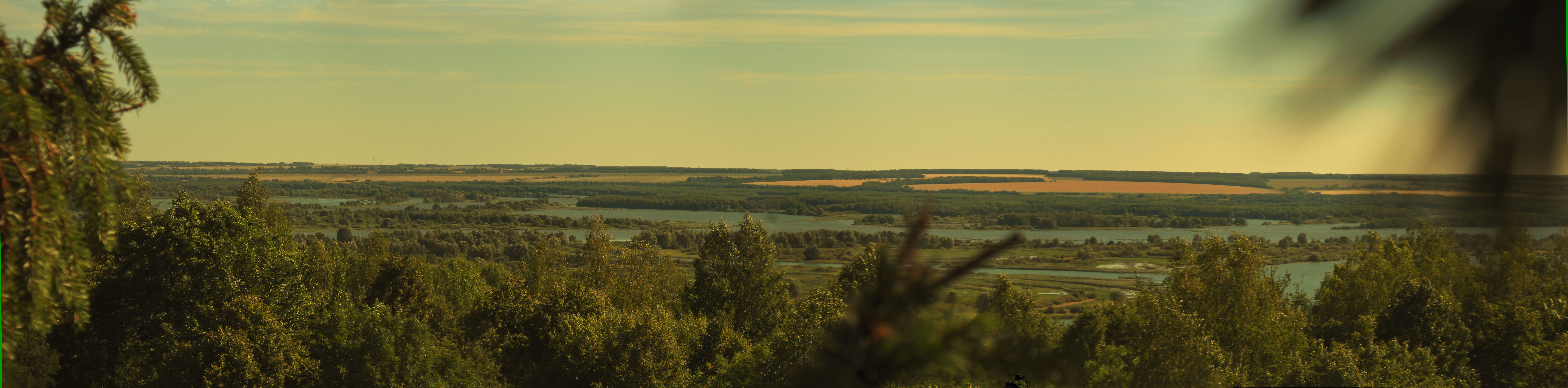
Панорама

Деревня Новая Слобода расположена на правом берегу реки Суры в 7 км от Васильсурска и в 64 км от районного центра Козьмодемьянска. Рядом с Новой Слободой находится деревня Этвайнуры.

## История

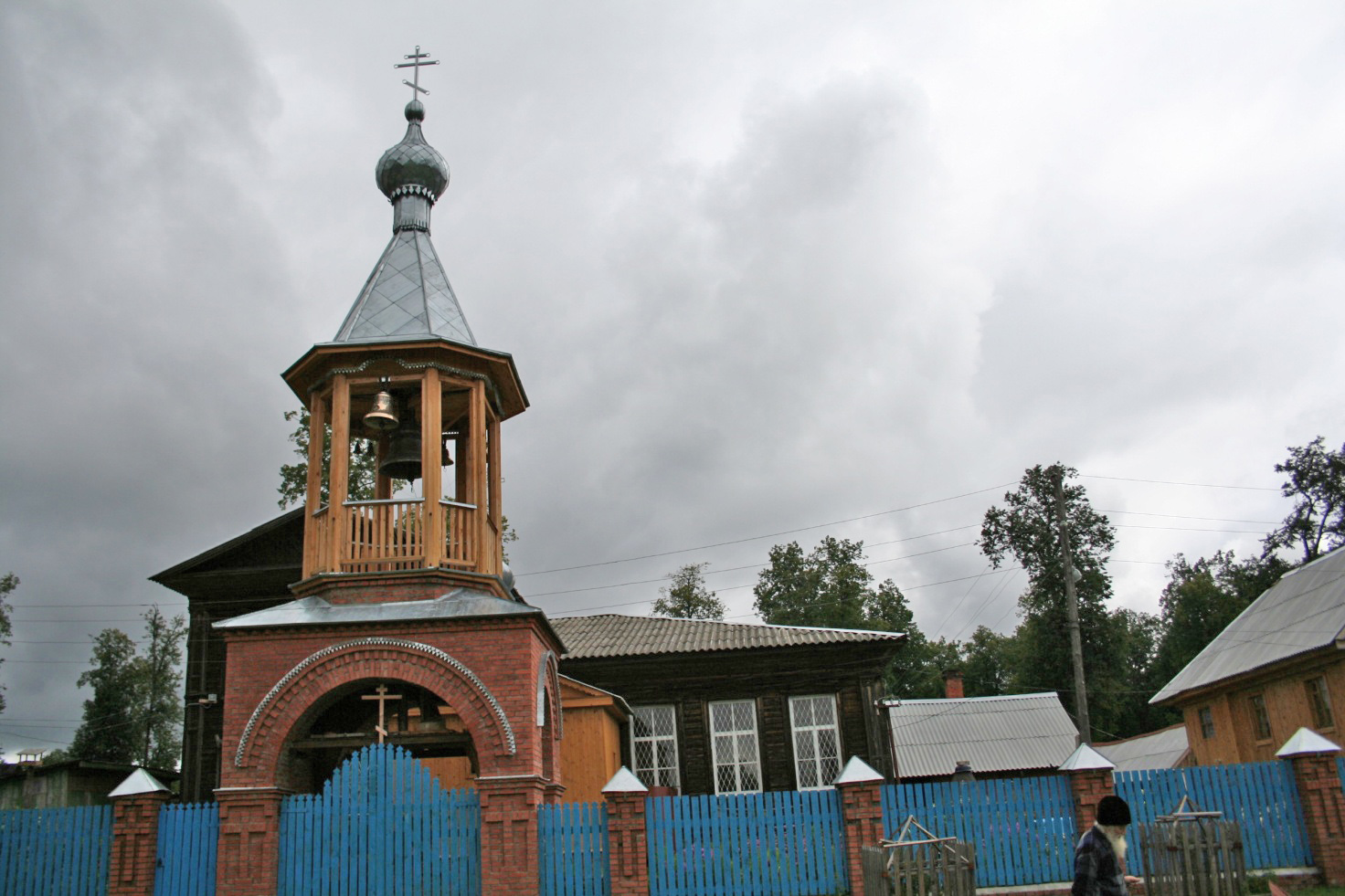
Новая Слобода. Горномарийский мужской монастырь

В 1868 году на правом гористом берегу Суры начали строить Михайло-Архангельский марийский мужской монастырь, который был освящён в 1871 году. В то же время рядом с монастырём возникло селение, которое получило название Новая Слобода. В 1874 году открылась школа братства святителя Гурия, где обучались ученики из марийских крестьянских семей. В настоящее время в деревне действует Сурская школа.

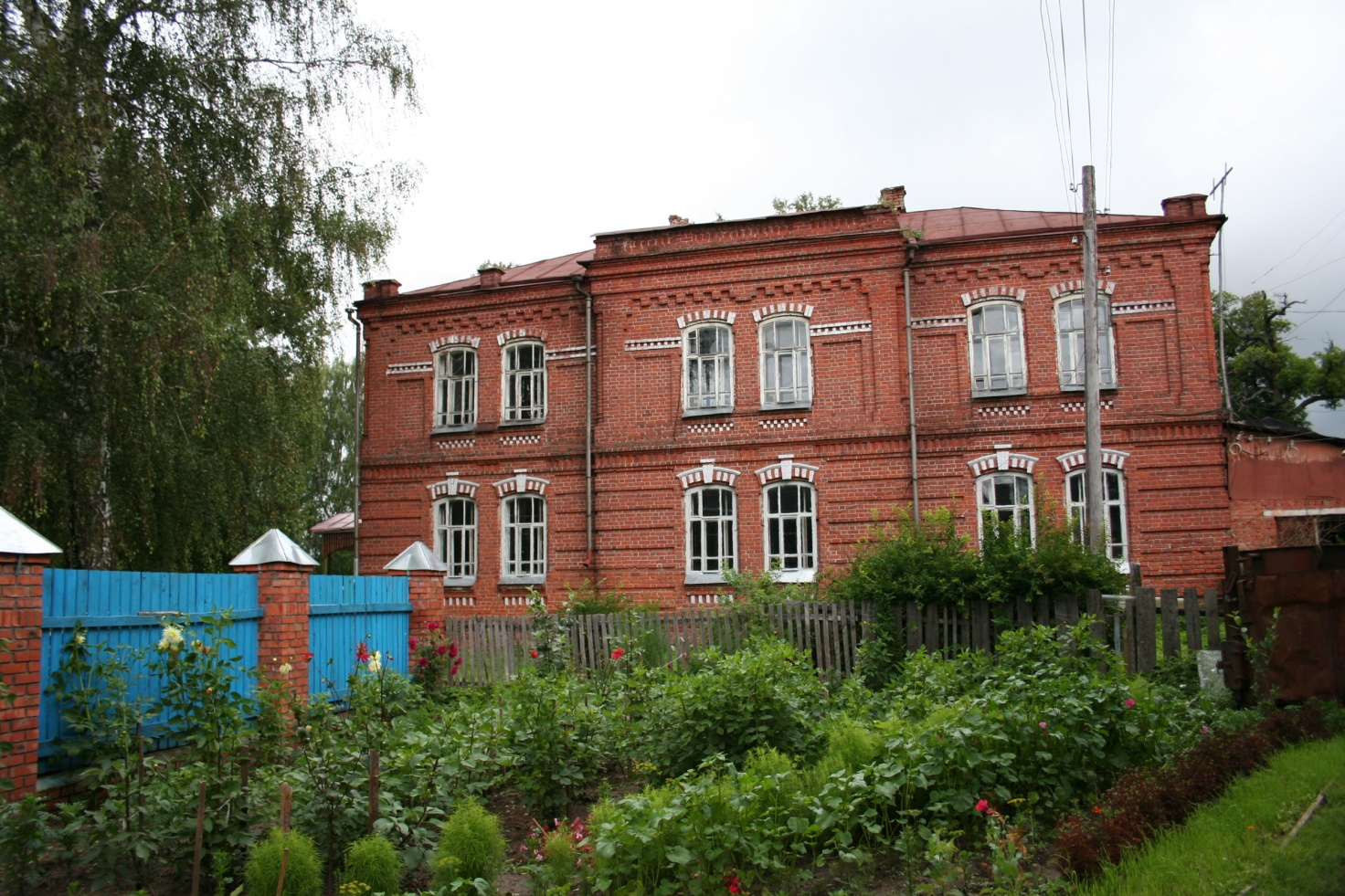
Новая Слобода. Сурская школа

В первые годы советской власти монастырь разорили жители засурских сел Огнев-Майдан и Семьяны Васильсурского уезда Нижегородской губернии, при разграблении принимали участие мещане города Васильсурска.
В 1921 году в зданиях монастыря открыли Горномарийский Педагогический техникум, в стенах которых выросла национальная горномарийская пролетарская и коммунистическая интеллигенция, большинство из которых было репрессировано в 1930-е годы.
Деревня Новая Слобода была отнесена к Вершино-Сумскому сельскому совету Еласовского района, в 1959—2008 — Сурскому сельскому совету, а с 2008 года Пайгусовскому сельскому совету Горномарийского района.

## Население
| 2002 | 2010 | 2014 |
| ---- | ---- | ---- |
| 127  | ↘117 | ↗144 |

По состоянию на 1 января 2001 года, в деревне Новая Слобода было 60 дворов, в том числе 5 пустующих; численность населения 140 человек (77 мужчин и 63 женщины).

## Экономика

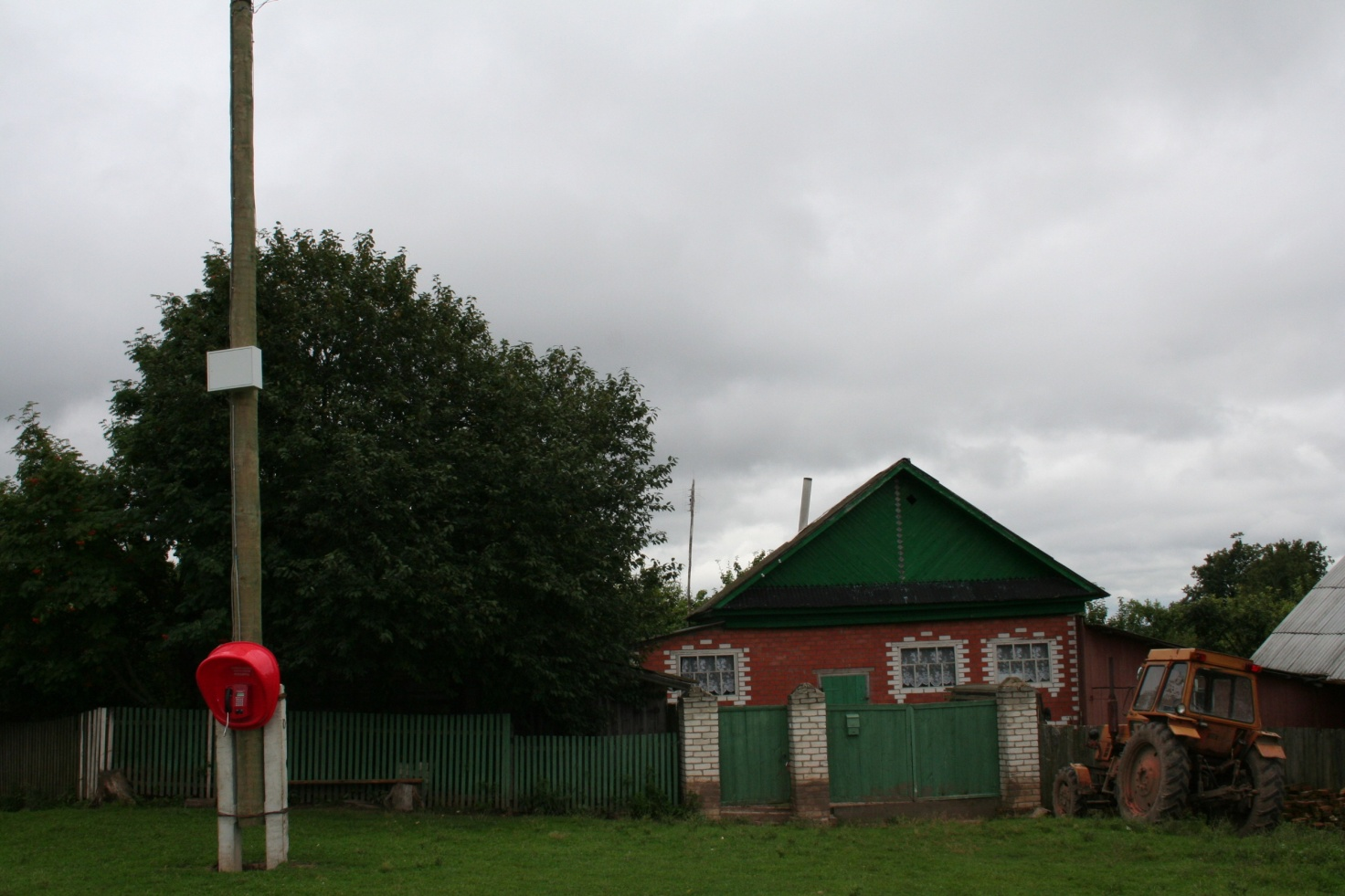
Улица в Новой Слободе

Ранее деревня входила в состав колхоза «Путь коммунизма». С 1965 года в деревне располагалась турбаза «Сура». После затопления природных красот Чебоксарским водохранилищем, турбаза пришла в упадок. В 2001 году остатками турбазы владел СПК «Емешевский». Также в деревне есть школа, 2 магазина, почта, медпункт.